# Don’t Cry for Me Argentina
Don’t Cry for Me Argentina ist ein Lied aus dem Musical Evita (über die argentinische Präsidentengattin Eva Perón) aus dem Jahr 1976. Es wurde von Andrew Lloyd Webber und Tim Rice geschrieben und ursprünglich von Julie Covington interpretiert.

## Geschichte
Don’t Cry for Me Argentina wurde im Februar 1977 als Single veröffentlicht und unter anderem in Großbritannien, Irland, Australien und den  Niederlanden ein Nummer-eins-Hit. Aufgrund der emotionalen Wirkung des Liedes war Covington zunächst der Ansicht, dass das Stück keine Chance habe, ein Erfolg zu werden, und nahm eine weitere Version mit einer nicht so emotionalen Wirkung auf. Später entschied sich Covington jedoch, die ursprüngliche Version zu veröffentlichen. Die B-Seite der Single ist das Stück Rainbow High.

## Coverversion von Madonna
1996 coverte Madonna Don’t Cry for Me Argentina für den Soundtrack zum Film Evita. Zudem erschien ein Dance-Remix, der lediglich auf der CD zu finden ist. Außerdem trug Madonna das Lied auch auf der Drowned World Tour vor. Im Musikvideo führte Alan Parker Regie; zu sehen sind unter anderem Teile des Films Evita. Genauso wie das Original wurde auch Madonnas Version zu einem Nummer-eins-Hit, diesmal in Kanada, Frankreich und Spanien.

## Andere Coverversionen
Weitere Coverversionen sind von
- Liane Augustin
- Kristina Bach
- Joan Baez
- Shirley Bassey
- Sarah Brightman
- Carpenters
- Petula Clark
- Richard Clayderman
- Ray Conniff
- Anna Eriksson
- Katherine Jenkins
- Tom Jones
- Olivia Longott
- Anna Maria Kaufmann
- Paul Mauriat
- Me First and the Gimme Gimmes
- Angelika Milster
- The Mike Flowers Pops
- Milva
- Stefan Mross
- Olivia Newton-John
- Ö La Palöma Boys
- Sinéad O’Connor
- Newell Oler
- Elaine Paige
- Semino Rossi
- Royal Philharmonic Orchestra
- Inger Lise Rypdal
- Peter Sellers
- The Shadows
- Edward Simoni
- Donna Summer
- Gheorghe Zamfir

Ebenfalls 1977 sang Katja Ebstein eine deutschsprachige Version mit dem Titel Wein’ nicht um mich Argentinien. In Folge 3 der 15. Staffel der Fernsehserie Die Simpsons, Die Perlen-Präsidentin, singt Lisa Simpson Don’t Vote for Me Kids of Springfield als Adaption. In der US-amerikanischen TV-Serie Glee singen Lea Michele und Chris Colfer in Folge 9 der 2. Staffel jeweils eine eigene Interpretation des Titels.

## Chartplatzierungen
| Jahr | Titel Interpreten                                | Höchstplatzierung, Gesamtwochen, AuszeichnungChartplatzierungen (Jahr, Titel, Interpreten, Platzierungen, Wochen, Auszeichnungen, Anmerkungen) | Höchstplatzierung, Gesamtwochen, AuszeichnungChartplatzierungen (Jahr, Titel, Interpreten, Platzierungen, Wochen, Auszeichnungen, Anmerkungen) | Höchstplatzierung, Gesamtwochen, AuszeichnungChartplatzierungen (Jahr, Titel, Interpreten, Platzierungen, Wochen, Auszeichnungen, Anmerkungen) | Höchstplatzierung, Gesamtwochen, AuszeichnungChartplatzierungen (Jahr, Titel, Interpreten, Platzierungen, Wochen, Auszeichnungen, Anmerkungen) | Höchstplatzierung, Gesamtwochen, AuszeichnungChartplatzierungen (Jahr, Titel, Interpreten, Platzierungen, Wochen, Auszeichnungen, Anmerkungen) | Anmerkungen |
| Jahr | Titel Interpreten                                | DE | AT | CH | UK | US | Anmerkungen |
| ---- | ------------------------------------------------ | --- | --- | --- | --- | --- | ----------- |
| 1976 | Don’t Cry for Me Argentina Julie Covington       | DE4 (35 Wo.)DE | AT14 (8 Wo.)AT | CH3 (21 Wo.)CH | UK1 Gold · (18 Wo.)UK | — |             |
| 1978 | Don’t Cry for Me Argentina The Shadows           | — | — | — | UK5 Silber · (14 Wo.)UK | — |             |
| 1980 | Don’t Cry for Me Argentina Festival              | — | — | — | — | US72 (8 Wo.)US |             |
| 1992 | Don’t Cry for Me Argentina Sinéad O’Connor       | — | — | — | UK53 (4 Wo.)UK | — |             |
| 1996 | Don’t Cry for Me Argentina The Mike Flowers Pops | — | — | — | UK30 (3 Wo.)UK | — |             |
| 1996 | Don’t Cry for Me Argentina Madonna               | DE3 Gold · (18 Wo.)DE | AT3 (15 Wo.)AT | CH4 Gold · (18 Wo.)CH | UK3 Silber · (12 Wo.)UK | US8 (16 Wo.)US |             |